# Mircea Pârligras
Mircea-Emilian Pârligras (nascut el 28 de desembre de 1980), és un jugador d'escacs romanès, que té el títol de Gran Mestre des de 2002, i ha estat Campió de Romania el 2001.
A la llista d'Elo de la FIDE de l'abril de 2022, hi tenia un Elo de 2583 punts, cosa que en feia el jugador número 3 (en actiu) de Romania. El seu màxim Elo va ser de 2650 punts, a la llista de novembre de 2011 (posició 106 al rànquing mundial).

## Resultats destacats en competició
El 2007 va empatar als llocs 2n-7è amb Kiril Gueorguiev, Dimitrios Mastrovasilis, Vadim Malakhatko, Khristos Banikas i Dmitri Svetushkin al Torneig Internacional Acropolis (el campió fou Ilià Smirin). El 2010, empatà als llocs 1r-6è amb Iuri Krivorutxko, Gabriel Sargissian, Serguei Vólkov, Bela Khotenashvili i Vladislav Borovikov al 2n Torneig Internacional de Rethymno.
El 2011, empatà als llocs 2n–4t amb Hrant Melkumian i Borki Predojević al 41è Torneig Internacional Bòsnia a Sarajevo (el campió fou Baadur Jobava;
Entre l'agost i el setembre de 2011 participà en la Copa del món de 2011, a Khanti-Mansisk, un torneig del cicle classificatori pel Campionat del món de 2013, i hi tingué una bona actuació. Avançà fins a la tercera ronda, quan fou eliminat per Peter Heine Nielsen (1-3).
El desembre de 2012 fou 3r-7è (setè en el desempat) a l'Al Ain Classic amb 6½ punts de 9 (el campió fou Romain Édouard).
El maig de 2014 empatà al segon lloc al Festival Internacional d'escacs de Iași, a Romania, amb Ígor Lissi (el campió fou Axel Bachmann).
L'abril de 2016 a Olanesti fou, per segon cop, campionat de Romania amb 7½ punts de 9, mig punt per davant de Constantin Lupulescu.
El juny de 2019, fou cinquè al Campionat Internacional d'escacs de Netanya per darrere d'Anton Korobov.

### Participació en olimpíades d'escacs
Pârligras ha participat, representant Romania, a les Olimpíades d'escacs de 2002, 2004, 2006 i 2008.